# Nebo v očesu lipicanca
Nebo v očesu lipicanca je  mladinski roman, ki ga je napisala slovenska igralka, televizijska voditeljica, publicistka in pisateljica Desa Muck.  
Gre za prvi slovenski roman, ki govori o Lipici in lipicancih. Roman je preplet zgodb treh najstnikov, katerih poti se srečajo v Lipici. Tematsko se pisateljica dotakne sodobnih mladinskih tem – prve ljubezni, prvih drog in nerazumevanja najstnikov s starši, obenem pa postavi v ospredje ljubezen do živali, skozi katero postajamo boljši ljudje. 
Roman je v nakladi 3500 izvodov izšel leta 2010 pri založbi GO PARTNER, njegov nastanek pa je finančno podprla tudi Kobilarna Lipica. V knjigi so predstavljene fotografije iz arhiva Kobilarne Lipica, izdana pa je bila ob 430-letnici ustanovitve kobilarne na Krasu. 
3.izdaja romana je dopolnjena s pedagoškim gradivom, ki ga je pripravila Barbara Hanuš, izdala pa Založba MUCK BLAŽINA leta 2022. 

## Vsebina
Almira je uporna 16-letnica, hčerka priseljencev iz Bosne, ki pa živi v Sloveniji skoraj od rojstva. Z očetom in materjo, ki sta bila pred vojno učitelja v Sarajevu, se veliko seli in tako pride v Lipico. Novemu okolju se nikakor ne more privaditi. Čeprav ima Almira starše po svoje zelo rada, se z njima nenehno prepira. V Lipici se na začetku počuti nesrečno, nihče je ne razume in tudi prijateljic nima. Ker se boji konjev, ji življenje v Lipici ni všeč, zato pobegne od doma. Odpravi se v Ljubljano k teti Jeleni, kjer se spoprijatelji s sestrično Mojco. Ta jo uvede  v razgibano najstniško življenje, kjer se prvič sreča z drogo in alkoholom ter posledično tudi s policijo. Ob ponovnem snidenju Almirina mama in teta Jelena pozabita na spore. Skupaj se vrnejo v Lipico, kjer se Almiri ob pomoči Medee nove prijateljice Andreje, ki jo spozna v šoli uspe otresti strahu pred konji, vzljubi starejšo kobilo Batosto, nauči se pa tudi jahati.   
Aljaž je sin konjarja Mihe, ki obožuje konje in veliko prostega čas preživi z njimi.  Zaposli se v Ljubljani. Ko izve, da je njegov ljubljenec, žrebec Miško, nevarno zbolel in da so ga odpeljali v Ljubljano na operacijo, mu posveti ves svoj čas. Da odpoved v službi in se honorarno zaposli na veterinarski kliniki. Nazadnje Mišku le uspe ozdraveti, z očetom uspe zgladiti nesoglasja, z Medeo pa postaneta par. 
Medea je  17-letna najstnica, ki obožuje konje in le z njimi je zares srečna.  Medea se zelo naveže na konja Maestoso Monteaura, ki ga sama poimenuje Angel. Zato je zelo žalostna, ko jo mama preseneti z novico, da se selita v München. Čeprav ne želi, je prisiljena oditi z njo. Toda ko dopolni osemnajst let, se sama vrne v Lipico. Po odhodu Aljaža se zaposli v kobilarni in z velikim veseljem skrbi za konje, še posebej za Angela, katerega želi odkupiti. Toda nenadoma se pojavi skrivnostni kupec, ki ponudi za konja dvakrat višjo ceno. Medea je zelo razočarana in prizadeta, zato ponoči s konjem pobegne. Aljaž in Medeina mama Silvia ju naslednji dan gresta iskat s konjema, a ju ne najdeta, ko nenadoma Aljaža pokliče Almira in mu pove, da sta gotovo šla h gradu Miramar pri Trstu, saj je Medea Almiri nekoč pripovedovala o tem gradu, ki ga je imela zalepljenega na steni svoje sobe in to je bilo tudi edinikrat, ko je omenila svojega očeta, ki naj bi ju z mamo zapustil. Aljaž in Silvia jo res najdeta skrito v gozdu zraven gradu skupaj z Angelom. Ko se je Medea ravno hotela posloviti od Angela, ki bi ga odpeljal njegov nov lastnik (ki je bil njena mama), ji Silvia pove, da je on zdaj njen konj, saj ga je prepisala nanjo. Od mame je izvedela tudi, da ju oče ni zapustil, ampak ga je ona nagnala stran. Na koncu se zgodba srečno zaključi, saj z mamo zgladita nesoglasja, Medea in Aljaž pa postaneta par. 

## Izdaje in prevodi
Prva slovenska izdaja romana iz leta 2010 (COBISS)